# Сульфид тетрапалладия
Сульфид тетрапалладия — бинарное неорганическое соединение
палладия и серы
с формулой Pd4S,
кристаллы.

## Получение
- Сплавление стехиометрических количеств чистых веществ:

{\displaystyle {\mathsf {4Pd+S\ {\xrightarrow {761^{o}C}}\ Pd_{4}S}}}

## Физические свойства
Сульфид тетрапалладия образует кристаллы
тетрагональной сингонии,
пространственная группа P 421c,
параметры ячейки a = 0,51147 нм, c = 0,55903 нм, Z = 2
.
Обладает металлической проводимостью .